# Kloster São Vicente de Fora

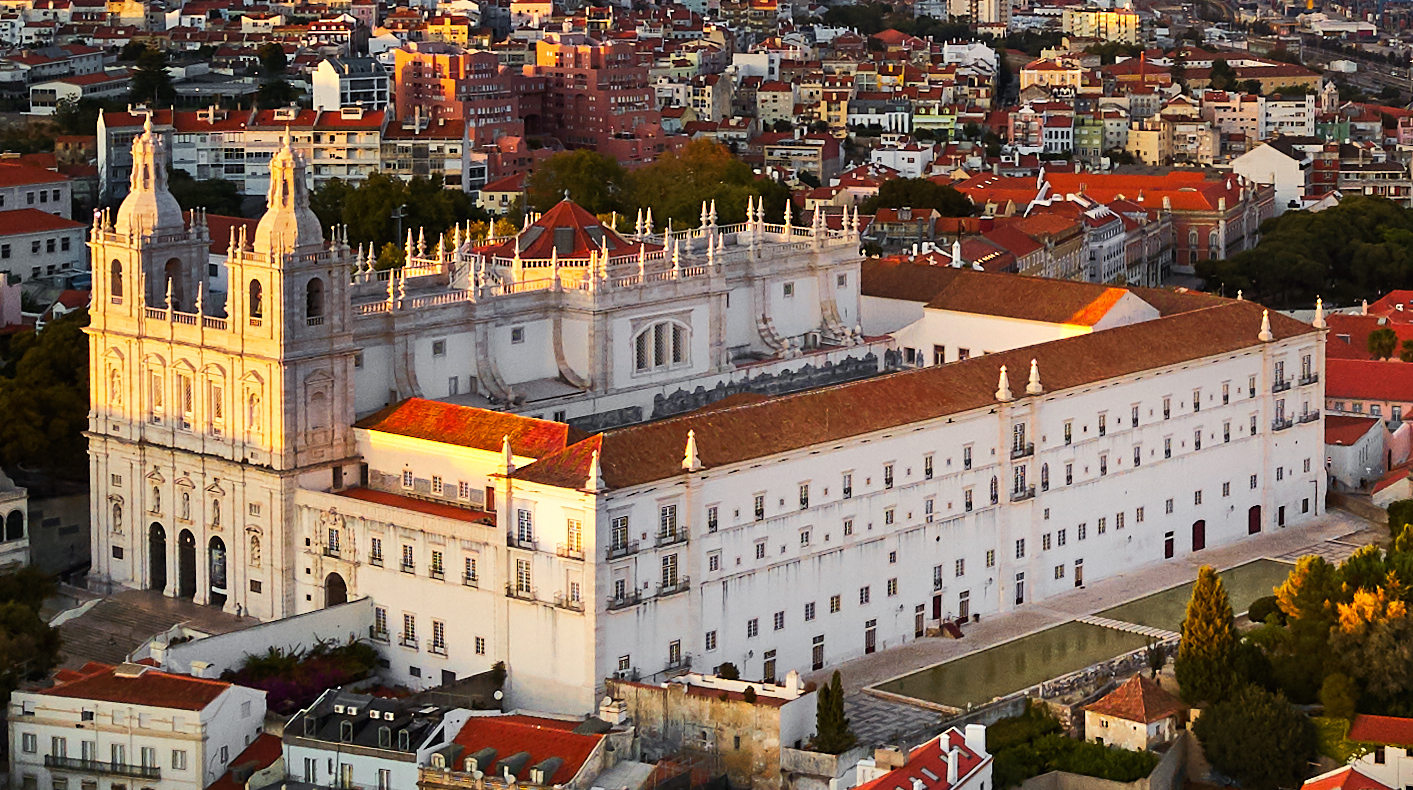
Das Kloster und die Klosterkirche São Vicente de Fora

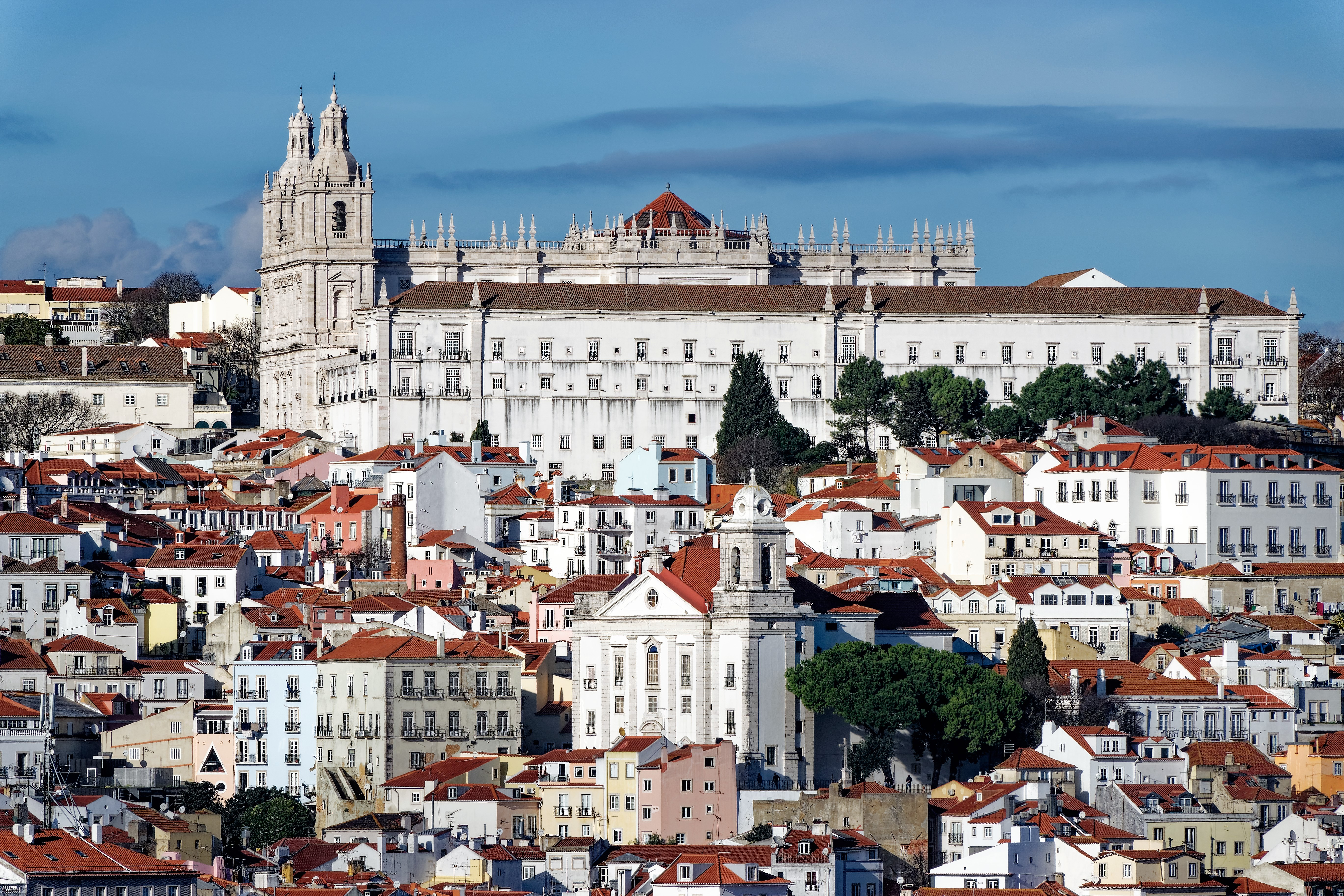
Das Kloster vom Tejo aus gesehen

Das Kloster São Vicente de Fora befindet sich im Stadtteil São Vicente von Lissabon, dem es dem Namen gab. Patron des Klosters und der Klosterkirche ist der heilige Vinzenz von Saragossa. Der Namenszusatz „de Fora“ (portugiesisch: außerhalb) rührt daher, dass es bei seiner Gründung außerhalb der Stadtmauern lag.

## Geschichte
Das Kloster wurde 1147 von König Alfons I. gestiftet und den als Augustinern übergeben. Das Kloster und die Klosterkirche wurden im romanischen Stil errichtet.
Zur Zeit von König Johann III. und vor allem ab 1590, auf Veranlassung von König Philipp I. (in Spanien: Philipp II.), wurde das Kloster erweitert und im manuelinischen Stil umgebaut. Damals erhielt das Kloster sein heutiges Aussehen. Auch die Klosterkirche wurde zwischen 1582 und 1629 umgebaut. Den Gesamtplan schuf vor allem der Spanier Juan de Herrera, mit der Leitung der örtlichen Bauausführung war der Italiener Filippo Terzi betraut.
Beim schweren Erdbeben von Lissabon 1755 erlitten die Kirche und das Kloster vergleichsweise geringe Schäden, allerdings stürzte die Kuppel der Kirche ein. Dabei wurde das Ziborium zerstört.
Die 1765 von João Fontanes de Maqueira geschaffene Orgel der Klosterkirche gilt eines der besten Beispiele der portugiesischen Orgelbaukunst des 18. Jahrhunderts.

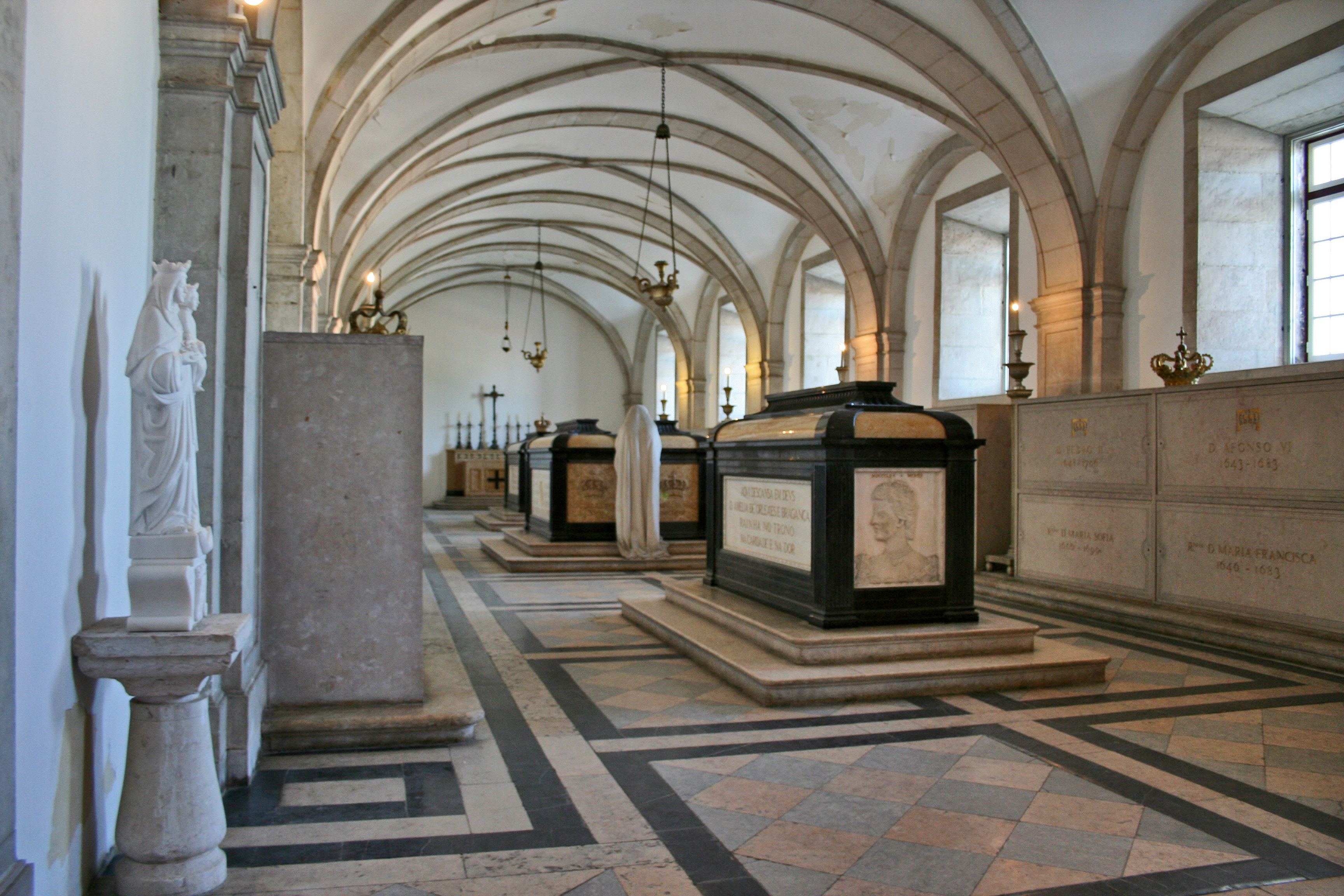
Innenraum des Panteão da Casa de Bragança, Grablege der portugiesischen Königsfamilie

Nachdem der Konvent nach Mafra verlegt worden war, dient das Kloster seit 1773 unter anderem als Sitz des Patriarchen von Lissabon. Das Kloster beherbergt eine der bedeutendsten Sammlungen portugiesischer Gemälde des 17. Jahrhunderts. Von herausragender Bedeutung ist auch die Ausschmückung des Klosters mit Azulejos. Es ist – neben den Azulejos im Kloster São Francisco in São Salvador da Bahia (Brasilien) – der weltweit größte Azulejo-Bestand, der sich in situ befindet.
Der Panteão da Casa de Bragança im Kloster ist die wichtigste Grablege der portugiesischen Königsfamilie aus dem Haus Braganza. Im Panteão dos Patriarcas de Lisboa werden die Patriarchen von Lissabon beigesetzt.